# 桂すずめ
桂 すずめ（かつら すずめ）は、落語の名跡。当代は3代目。
- 初代桂すずめ - 後の11代目桂小米。
- 2代目桂すずめ - 当該項目で記述。
- 3代目桂すずめ - 女優の三林京子。

1958年8月25日うまれ。1974年に2代目桂枝雀に入門。1977年に廃業。本名は春名 豊。

## 他の「すずめ」を名乗った落語家
舌切亭すずめは、桂文雀の項を参照のこと。また大正期の出番表類にも舌切亭すずめの名がある。
- 春風亭すずめ（廃業）